# 霍蘭代爾 (密西西比州)
霍蘭代爾（英語：Hollandale）是位於美國密西西比州華盛頓縣的城市。

## 人口
根據2020年美國人口普查的數據，霍蘭代爾的面積為5.74平方千米，皆為陸地。當地共有人口2323人，而人口密度為每平方千米405人。